# Leuresthes
Leuresthes es un género de peces marinos de la familia aterinópsidos.
Las dos especies conocidas son endémicas de Baja California, en México.

## Especies
Se reconocen las siguientes especies:
- Leuresthes sardina (Jenkins & Evermann, 1889) - pejerrey sardina
- Leuresthes tenuis (Ayres, 1860) - pejerrey californiano